# 영의해
《영의해》(일본어: 令義解)는 일본 헤이안 시대(平安時代)인 덴초(天長) 10년(833년)에 준나 천황(淳和天皇)의 칙으로 우대신(右大臣) 기요하라노 나쓰노(清原夏野)를 필두로 문장박사(文章博士) 스가와라노 기요기미(菅原清公) 등 12인의 관인에 의해 찬집된 율령 해설서이다. 전 10권. 이 서적을 통해 이전의 《다이호령》(大宝令) ・ 《요로령》(養老令) 등의 내용이 전해질 수 있었다.
같은 《요로령》의 주석서이지만 고레무네노 나오모토(惟宗直本)의 사찬(私撰)인 《영집해》(令集解)와는 달리 이 책은 관찬(官撰) 주석서로써 내용은 법적 효력을 지녔다.
30편 가운데 21편이 전하고 있으며, 빠진 부분을 《영집해》에서 7편을 추출하고 남은 2편도 근세 이래의 일문(逸文)들이 수집되었다. 이에 따라 일본의 국사대계본(国史大系本)에도 포함되었으며, 현존하는 서적은 수집본임을 인식한 상태에서 사용하여야 한다.
체제는 영(令)의 본문을 큰 글씨로 적고 의해(義解)를 문구 사이에 작은 글씨로 두 줄씩 써 넣었다.

## 한국어 번역본
2014년 한국의 세창출판사에서 한국연구재단 학술명저번역총서 동양편의 538번째 서목(書目)으로써 양장본 한국어 번역이 전2권으로 출간되었다.

## 같이 보기
- 덴초
- 오노노 다카무라